# دریاچه اوگیی
دریاچه اوگیی (به لاتین: Ögii Lake) یک دریاچه در مغولستان است که در استان آرخانگای واقع شده‌است.